# Ayn Rand: The Russian Radical
Ayn Rand: The Russian Radical es un libro de Chris Matthew Sciabarra de 1995 que rastrea las raíces intelectuales de la novelista y filósofa ruso-estadounidense Ayn Rand y la filosofía que desarrolló, el objetivismo. 
El libro es el segundo volumen de una trilogía de libros sobre dialéctica y libertarismo.  The Russian Radical explora las influencias de Rand y sus raíces intelectuales, particularmente el papel del maestro de filosofía de Rand, el filósofo Nicholas Onufrievich Lossky, y argumenta que el método filosófico de Rand era de naturaleza dialéctica. 

## Trasfondo
Sciabarra se introdujo por primera vez en las ideas de Rand cuando estaba en la escuela secundaria, pero comenzó un estudio serio de ella en relación con el pensamiento dialéctico mientras trabajaba en su doctorado en la Universidad de Nueva York. En 1984 comenzó un "estudio sistemático de los aspectos dialécticos de la filosofía de Rand", una investigación que finalmente llevó al libro.
Sciabarra tuvo dificultades para asegurar la publicación del libro en una editorial. Tal como lo describió diez años más tarde, muchas editoriales académicas no estaban interesadas en publicar un libro sobre Rand, mientras que las comerciales fueron rechazadas por la naturaleza académica del contenido. El libro fue publicado finalmente por la editorial universitaria de Pennsylvania en agosto de 1995. Es el segundo volumen de una serie de tres libros de Sciabarra llamada "Dialectics and Liberty", que concibió mientras trabajaba en su tesis doctoral. Debido a retrasos en la publicación, su predecesor, Marx, Hayek y la Utopia, salió ese mismo mes.

## Resumen

### Primera parte:El proceso de convertirse en alguien
En su introducción, Sciabarra describe brevemente las dificultades a las que se enfrenta el erudito sobre Rand y luego proporciona una descripción general rápida de la dialéctica.  La primera parte, "El proceso de convertirse en alguien", examina el desarrollo intelectual de Rand desde su origen ruso.
El Capítulo 1 describe las diversas corrientes en la filosofía rusa durante la infancia y la juventud de Rand, incluidas las opiniones de los eslavófilos, de Vladimir Solovyov, de varias figuras literarias de la Edad de Plata y de los marxistas rusos.  El Capítulo 2 se centra en las enseñanzas de Lossky, que "exhibían una inclinación rusa para sintetizar los opuestos y resolver los antagonismos. Rechazó la obsesión dualista con las dicotomías de racionalismo o empirismo, idealismo o materialismo, conocimiento o existencia. Estas alternativas eran, para él, parciales e incompletas. Sin embargo, al igual que otros pensadores de la filosofía rusa, Lossky logró la integración definitiva a través de un Absoluto místico".
Según Sciabarra, Rand se uniría a Lossky para rechazar todas estas dicotomías, pero no aceptó su apelación a la fe religiosa. En el Capítulo 3 se analiza la educación de Rand en el gimnasio Stoiunin, en una escuela secundaria en Crimea y en la Universidad Estatal de Leningrado, donde se especializó en historia. El Capítulo 4 analiza la maduración de Rand como pensadora después de emigrar a los Estados Unidos en 1926, y enfrentarse a controversias tales como si se encontrara en una "fase nietzscheana" cuando escribió su primera novela, Los que vivimos.

### Segunda parte:La revuelta contra el dualismo
En la segunda parte, "La revuelta contra el dualismo", Sciabarra presenta el sistema filosófico maduro de Rand, enfatizando sus aspectos dialécticos.
El Capítulo 5 ofrece un tratamiento de la metafísica objetivista, incluida la oposición enfática de Rand a las ideas de Immanuel Kant. Sciabarra dice que Lossky fue "el principal traductor ruso de las obras de Kant. Él también había criticado la afirmación de Kant de que el verdadero ser (las cosas en sí mismas) trasciende la conciencia y permanece por siempre incognoscible".
El Capítulo 6 analiza la epistemología objetivista, incluidas las opiniones de Rand sobre la percepción, los conceptos y el libre albedrío. Sciabarra vincula el énfasis de Rand sobre el papel de la contextualidad en la formación de conceptos con la importancia de las relaciones internas en el pensamiento dialéctico.
En el Capítulo 7, Sciabarra asume la concepción de Rand sobre las relaciones entre razón y emoción , y llama la atención sobre las teorías psicológicas que desarrolló en colaboración con Nathaniel Branden.
El Capítulo 8 reúne las teorías de Rand sobre la naturaleza y la función del arte y sus críticas, desarrolladas posteriormente por Leonard Peikoff, del racionalismo y el empirismo.
El Capítulo 9 ofrece un extenso examen de la teoría ética de Rand, centrándose en su reelaboración del egoísmo, su crítica del altruismo y la relación entre su concepción de la moral y el eudimonismo de Aristóteles.
El capítulo 10 completa la investigación con la filosofía política de Rand, que Sciabarra identifica como una forma de libertarismo. Sciabarra discute las relaciones recíprocas entre razón y libertad, y entre fe y fuerza. La defensa de Rand de los derechos individuales; su distintiva "concepción no dualista del gobierno, una que no es ni anarquista ni estatista en su orientación"; y su defensa del capitalismo, que contrasta con la crítica de Karl Marx. 

### Tercera parte:La Rand radical
La tercera parte del libro de Sciabarra analiza la aplicación de las ideas de Rand a temas políticos, sociales e históricos.  En el Capítulo 11, esquematiza el análisis de Rand sobre las relaciones de poder, en el que el Nivel 3 (funcionamiento económico y político), el Nivel 2 (funcionamiento lingüístico e ideológico) y el Nivel 1 (funcionamiento psico-epistemológico y ético individual) están todos interrelacionados.  Conecta las ideas de El manantial  y su concepción de "la sanción de la víctima" (La rebelión de Atlas) con el análisis de Georg Wilhelm Friedrich Hegel de la codependencia entre amo y esclavo.
El capítulo 12, "El estado depredador", rastrea el relato de Rand sobre la dinámica de la economía mixta, sus análisis del racismo y el tribalismo y su rechazo tanto del conservadurismo político como del liberalismo político.
El capítulo 13 se ocupa de la filosofía de la historia de Rand, que rechaza el materialismo marxista a favor de la opinión de que "la historia de una sociedad es un despliegue lógico de las premisas filosóficas que ha internalizado", concluye con su visión del auge de la historia. Los nuevos intelectuales, que "desafían el dualismo y reúnen a los hijos pródigos del capitalismo: el intelectual y el hombre de negocios" y el surgimiento final de una sociedad objetivista.

## Segunda edición
En 2013, Pennsylvania State University Press publicó una segunda edición ampliada del libro, que incluía un nuevo prefacio y tres nuevos apéndices.  El primer apéndice es una reimpresión de un ensayo de 1999, "The Rand Transcript", publicado por primera vez en The Journal of Ayn Rand Studies, que incluye un examen de la transcripción real de los cursos de Rand en la Universidad de Petrograd.
El segundo apéndice es una reimpresión de un ensayo de 2005 de Journal of Ayn Rand Studies, "The Rand Transcript, Revisited". El tercer apéndice responde a una crítica de la obra histórica de Sciabarra por Shoshana Milgram. La segunda edición también incluye una discusión ampliada de la crítica radical de Rand a la política exterior de Estados Unidos, "El estado de bienestar y guerrear", que ahora se incluye en el Capítulo 12 del libro. El libro también incluye un índice y una bibliografía muy ampliados. 

## Recepción
En una revisión para The Freeman, David Brown escribió: "Para mi sorpresa, el autor de Ayn Rand: The Russian Radical, un nuevo estudio exhaustivo del pensamiento de Rand y su génesis en la cultura rusa, me ha convencido de que algo llamado 'dialéctica' es integral al enfoque filosófico de Ayn Rand y crucial para su éxito.  Russian Radical es un tipo diferente de mirada a Ayn Rand, una "hermenéutica" de pleno derecho en los contornos, el desarrollo y la interpretación de su pensamiento".  De acuerdo con una revisión de Lester H. Hunt en Liberty , "es un indicio del interés de este libro que hasta ahora he entablado una discusión con él en lugar de decir lo bueno que creo que es en general. Entre otras cosas, es una excelente síntesis de la literatura objetivista, tanto las obras de Rand como las de sus sucesores inmediatos. El dominio de Sciabarra de enormes cantidades de material es casi literalmente increíble. También logra abrir nuevos caminos en varios temas diferentes ".
En su biografía, Diosa del mercado, Jennifer Burns escribió: "La primera autora que integró la vida y el pensamiento de Rand fue Chris Sciabarra [...].  Aunque escrito sin acceso a los documentos personales de Rand, el libro de Sciabarra empleó una investigación original y sacó a la luz información hasta ahora desconocida acerca de los antecedentes educativos de Rand".
Una revisión mixta de James G. Lennox dijo: "Su autora tiene una familiaridad enciclopédica con los escritos de Ayn Rand y con prácticamente todos los que han defendido, comentado o escrito de manera crítica sobre el objetivismo...  Es la primera de sus comentaristas en explorar el entorno intelectual de los primeros años de formación de Rand, lo que le proporciona una apreciación más profunda de sus ocasionales comentarios mordaces sobre la cultura rusa, tal como la había experimentado. Todo este material se discute, y se hace referencia exhaustiva, con el fin de proporcionar un análisis exhaustivo del objetivismo, no solo como un sistema filosófico, sino como un movimiento filosófico y cultural".  Sin embargo, Lennox cuestionó si Ayn Rand había tomado alguna vez un curso de filosofía de Lossky, y mucho menos si había sido influenciado por su propio método filosófico, y recomendó no interpretar el método de Rand para desafiar las dicotomías o las "falsas alternativas" como dialécticas.
La radical rusa recibió una crítica negativa de John Ridpath , director del Instituto Ayn Rand. Ridpath afirmó que The Russian Radical era posmoderno y deconstruccionista en su orientación general, que era uno de los "productos sin valor" de la academia contemporánea, y que, en general, era "absurdo en su tesis, destructivo en su propósito, y perturbadoramente insensible. en su contenido ".